# Bengt Gustafsson (ingenjör)
Bengt Olof Konstantin Gustafsson, född 18 september 1912 i Göteborg, död 9 februari 2002 i Harplinge församling, Hallands län, var en svensk väg- och vattenbyggnadsingenjör.
Gustafsson, som var son till handlanden Oscar Gustafsson och Frida Carlsson, utexaminerades från Chalmers tekniska institut 1935. Han anställdes vid Göteborgs hamnstyrelse 1935, vid AB Vattenbyggnadsbyrån 1938, blev konsult där 1946, avdelningsdirektör 1964, vice verkställande direktör 1970, var verkställande direktör 1972–1977 (styrelseledamot 1963–1977) och direktör vid John Scroggie Pty Ltd i Melbourne 1977–1981. Han var styrelseordförande i Sweco 1972–1977, blev Fellow i Institution of Civil Engineers i London 1973, i Melbourne 1977, ledamot av Svenska Konsulterande Ingenjörers Förening 1946 och av ACEA i Canberra 1978–1981. Han projekterade vatten- och avlopps- samt industrianläggningar i Sverige och utlandet, speciellt kärnkraftverk. Han blev teknologie hedersdoktor vid Kungliga Tekniska högskolan 1974, tilldelades Gustaf Dalénmedaljen 1975 och invaldes som ledamot av Kungliga Ingenjörsvetenskapsakademien 1976.